# Yung Suk Kim
Yung Suk Kim (Daegu, ...) è un biblista sudcoreano naturalizzato statunitense.

## Biografia
Cresciuto in un villaggio agricolo del Kyungsan nella Corea del Sud. Frequentò le scuole elementari, medie e superiori nella sua città natale. Kim si Dopo aver conseguito il Bachelor of Arts presso la Kyungpook National University di Daegu nel 1985, si laureò in economia alla Kyungpook National University, prestò il servizio di leva come membro del KATUSA in una base militare americana in Corea. Dopo la laurea, lavorò presso la LG Electronics, sia nella sede centrale che nelle filiali estere di Panama e Miami.
Nel 1999, completò il Master of Divinity al McCormick Theological Seminary di Chicago.

Focalizzandosi sull'epistolario paolino, nel 2006 ottenne il dottorato di ricerca in studi neotestamentari alla Vanderbilt University con una dissertazione intitolata Soma Christou in I Corinthians : de(re)construction.
Le sue ricerche riguardarono il Gesù storico, la teologia del Nuovo Testamento e la teoria dell'interpretazione biblica, esplorando il tema della trasformazione e della conversione umana.

Kim è redattore del Journal of Bible and Human Transformation, una rivista biblica online sottoposta a revisione paritaria.